# Xylodes griseolineatus
Xylodes griseolineatus is een keversoort uit de familie klopkevers (Ptinidae). De wetenschappelijke naam van de soort werd in 1935 gepubliceerd door Maurice Pic.